# Arno Schellenberg

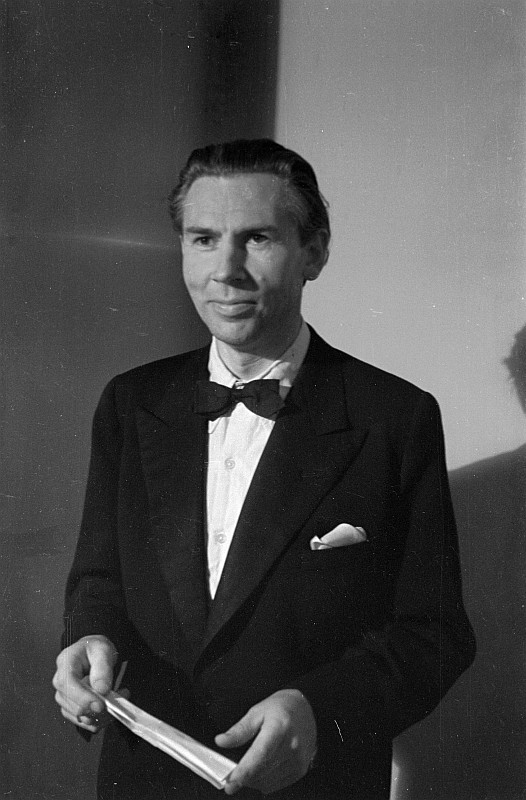
Arno Schellenberg um 1945

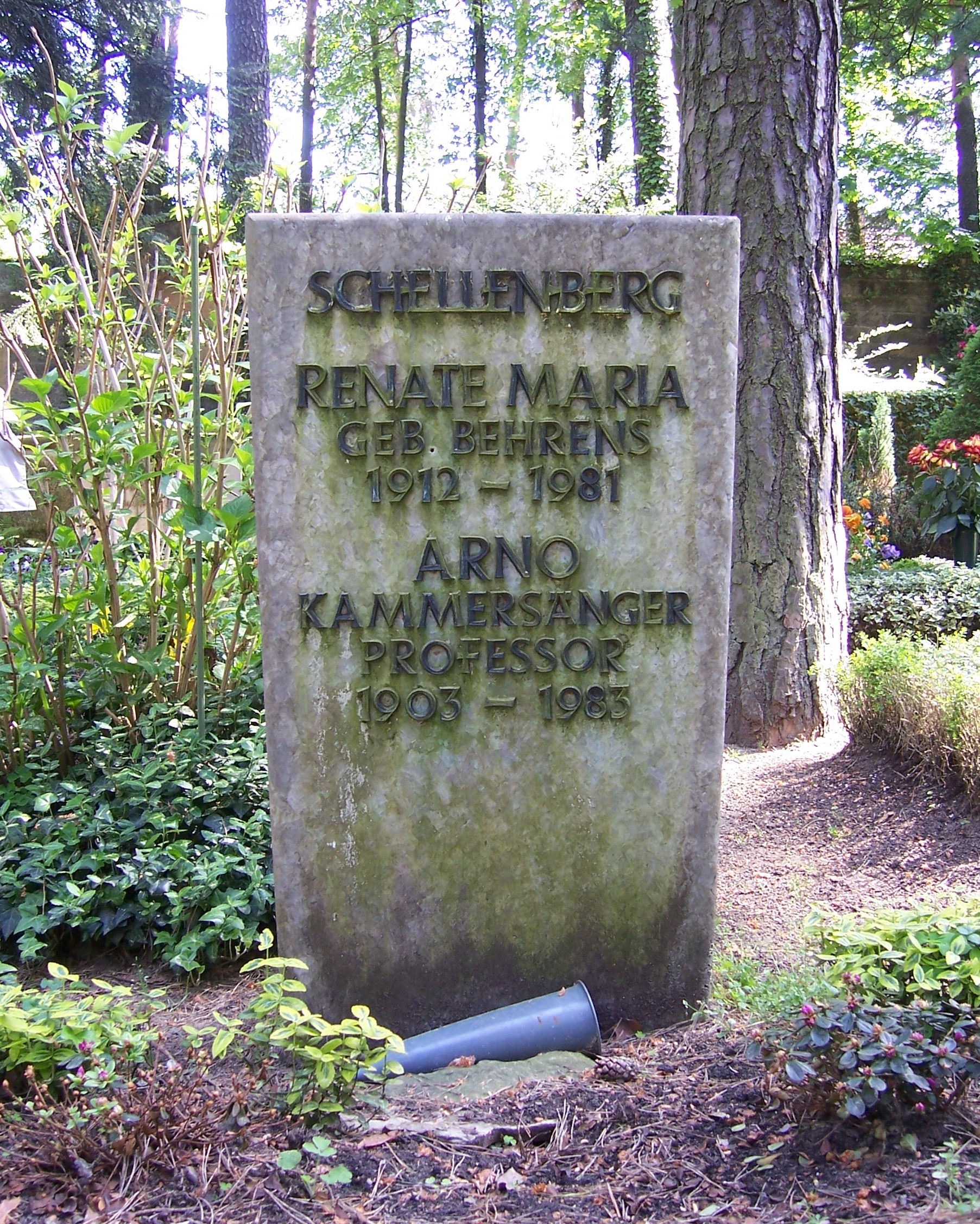
Grab Arno Schellenbergs auf dem Waldfriedhof Weißer Hirsch

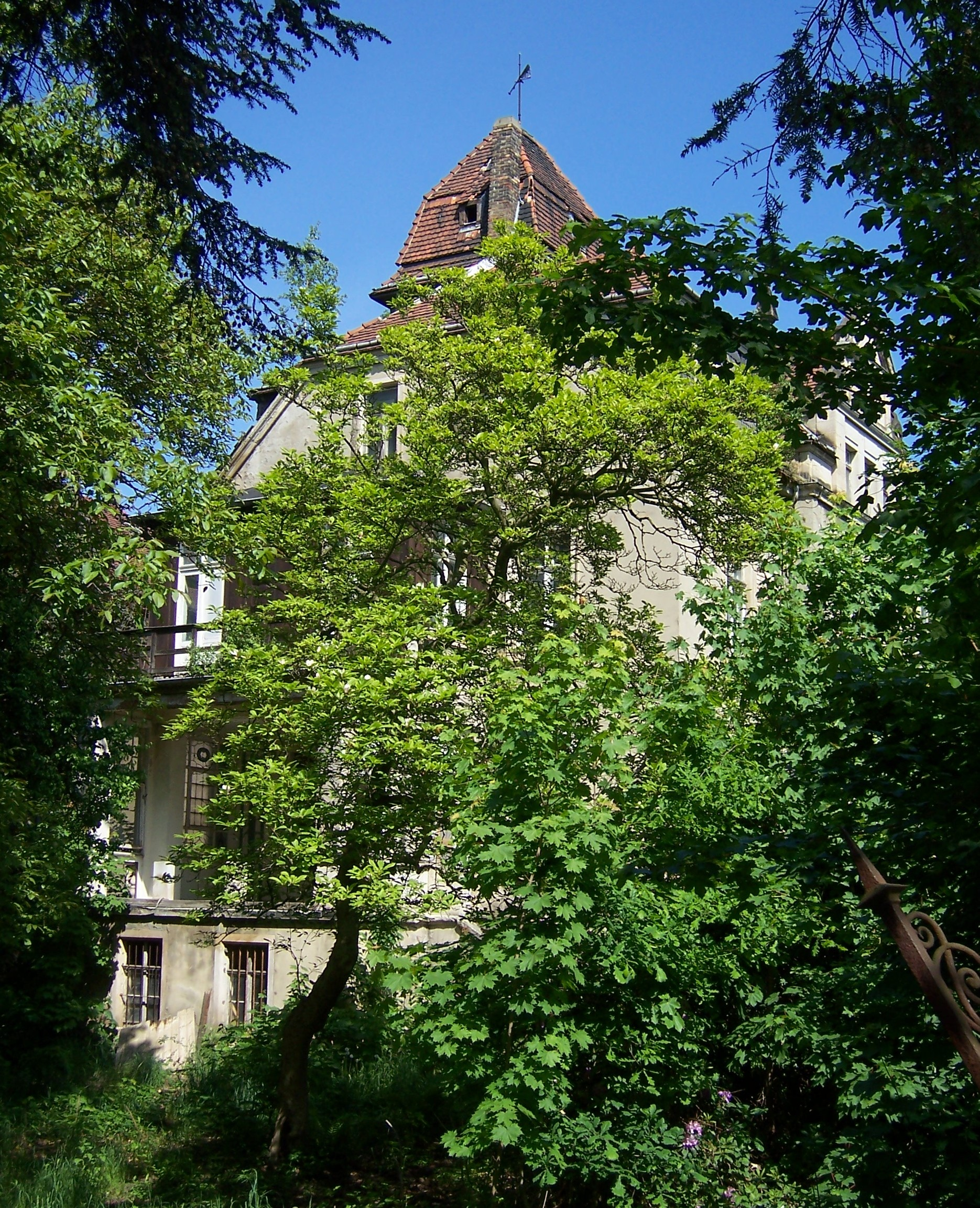
Villa Turmeck 2009

Arno Schellenberg (* 16. November 1903 in Berlin; † 20. März 1983 in Dresden) war ein deutscher Opernsänger (lyrischer Bariton) und Gesangspädagoge.

## Leben
Arno Schellenberg begann 1926 an der Akademischen Hochschule für Musik in Berlin-Charlottenburg sein Gesangsstudium. Während seines Studiums trat er zum Beispiel 1928 in Heinrich Marschners Hans Heiling als Hans Heiling auf. Zu seinen Lehrern zählte Julius von Raatz-Brockmann (1870–1944). Sein Debüt als Sänger gab Schellenberg 1929 am Düsseldorfer Opernhaus. Von 1930 bis 1931 folgte er einem Engagement an der Oper Köln. Von 1931 bis 1932 trat er am Opernhaus Königsberg als erster Bariton auf, bevor er 1932 von Fritz Busch an die Sächsische Staatsoper Dresden verpflichtet wurde. Er erhielt in den 1930er-Jahren als zu dem Zeitpunkt jüngster Sänger in Deutschland den Titel eines Kammersängers, in den folgenden Jahren stieg er zu einem der führenden Sänger der Dresdner Semperoper auf. Schellenberg stand 1944 in der Gottbegnadeten-Liste des Reichsministeriums für Volksaufklärung und Propaganda.
Nach Ende des Zweiten Weltkriegs war er einer der Künstler, die am Wiederaufbau des Dresdner Musiklebens maßgeblich beteiligt waren. Bei der ersten Dresdner Opernaufführung nach dem Krieg – Wolfgang Amadeus Mozarts Figaros Hochzeit am 10. August 1945 unter der musikalischen Leitung von Joseph Keilberth in der Tonhalle (heute Kleines Haus) an der Glacisstraße – übernahm Schellenberg die Rolle des Grafen Almaviva. Bis 1949 blieb er an der Semperoper, trat jedoch auch im Ausland, so in Italien und Österreich, auf. Zu seinen Kollegen gehörten unter anderem Elfride Trötschel, Theo Adam und Rudolf Schock.
Schellenberg gehörte 1950 neben Hanns Eisler und Rudolf Wagner-Régeny zum ersten Professorenkollegium der Hochschule für Musik „Hanns Eisler“ Berlin, wo er Gesang unterrichtete. Im Jahr 1966 beendete Schellenberg seine Gesangslaufbahn und erhielt eine Professur an der Hochschule für Musik Carl Maria von Weber Dresden. Zu seinen Schülern zählten Reiner Goldberg und Hans-Joachim Ketelsen. Im Jahr 1968 ernannte ihn die Sächsische Staatsoper zum Ehrenmitglied.
Arno Schellenberg starb 1983 in Dresden. Sein Grab befindet sich auf dem Waldfriedhof Weißer Hirsch. Im Dresdner Stadtteil Weißer Hirsch an der Bautzner Landstraße 46 lebte Schellenberg nach 1945 in der Villa Turmeck, die um 1900 erbaut wurde. Das Haus befand sich ursprünglich im Besitz der Familie Behrens, deren Tochter Renate (1912–1981), eine Opernsängerin, Schellenberg heiratete. Nach dem Tod Schellenbergs war das Haus noch kurzzeitig bewohnt und stand seit Anfang der 1990er-Jahre leer. 2014 wurde die Villa saniert und dient nunmehr als Mehrfamilienhaus.
Im Jahr 1999 wurde eine Straße in Dresden-Nickern als Arno-Schellenberg-Straße benannt.

## Auftritte
Schellenberg trat als Opernsänger auf, gab jedoch seit den 1930er-Jahren auch regelmäßig Liederabende. Er arbeitete unter anderem mit Richard Strauss zusammen und interpretierte Werke von Carl Loewe und Robert Schumann. Einige seiner Auftritte sind auf Tonträgern erschienen. Von Zeitgenossen wurde er wegen seines intensiven Schauspiels geschätzt.

## Rollen (Auswahl)
- Gioachino Rossini – Der Barbier von Sevilla (1937), Rolle: Figaro
- Richard Wagner – Die Meistersinger von Nürnberg (1938), Rolle: Kothner
- Carl Maria von Weber – Der Freischütz (1944), Rolle: Ottokar
- Wolfgang Amadeus Mozart – Figaros Hochzeit (1945), Rolle: Graf Almaviva
- Albert Lortzing – Der Waffenschmied (1946), Rolle: Graf von Liebenau
- Albert Lortzing – Der Wildschütz (1948), Rolle: Graf von Ebersbach
- Wolfgang Amadeus Mozart – Die Zauberflöte (1949), Rolle: Papageno
- Richard Strauss – Der Rosenkavalier, Rolle: Herr von Faninal
- Richard Strauss – Die Liebe der Danae, Rolle: Jupiter
- Giuseppe Verdi – Falstaff, Rolle: Ford
- Richard Strauss – Daphne, Rolle: Adrast (1. Schäfer)
- Daniel-François-Esprit Auber – Fra Diavolo, Rolle: Lord Kookburn, ein reisender Engländer
- Gaetano Donizetti – Don Pasquale, Rolle: Dr. Malatesta

## Rundfunk
- Zu Gast bei Arno Schellenberg: Porträt, 28. Februar 1966